# Nenndruck
Der Nenndruck ist eine Referenzgröße für Rohrleitungen und Armaturen.
Die Angabe erfolgt nach DIN, EN, ISO durch die Bezeichnung PN (Pressure Nominal) gefolgt von einer dimensionslosen ganzen Zahl, die den Auslegungsdruck in bar bei Raumtemperatur (20 °C) angibt.
Nach EN 1333 sind bestimmte Nenndruckstufen festgelegt: PN 2,5 – PN 6 – PN 10 – PN 16 – PN 25 – PN 40 – PN 63 – PN 100 – PN 160 – PN 250 – PN 320 – PN 400 (siehe auch Normzahl).
Eine Rohrleitung mit dem höchstzulässigen Druck von 10 bar bei einer Fluidtemperatur von 20 °C würde also als "PN 10" gekennzeichnet werden.
Auf (älteren) Armaturen findet sich stattdessen gelegentlich noch die Angabe "ND 10" als Abkürzung für "Nenndruck von 10 bar".
Nach der Nenndruckstufe richten sich die Wandstärke von Rohren sowie die Ausführung und Abmessung von Verbindungen und Anschlüssen. Durch die Angaben von Nenndruckstufe PN und Nennweite DN ist die Austauschbarkeit von Rohrleitungskomponenten wie Fittingen, Flanschen und Armaturen gewährleistet.
Kunststoffrohre sind häufig in verschiedenen Druckstufen mit jeweils angepasster Wandstärke erhältlich, siehe auch Standard Dimension Ratio (SDR) zur Angabe ihrer Druckbeständigkeit.
In amerikanischen Normen (ASME B 16.5) sowie jetzt alternativ auch in europäischen Normen kann statt "PN" die Bezeichnung "Class" verwendet werden. Die Class-Bezeichnung legt eine Belastbarkeit durch die Angaben von festgelegten Druck-/Temperatur-Kombinationen fest. So entspricht die Angabe Class 150 (150 psi) in etwa einer zulässigen Druckbelastung (je nach Werkstoffklasse) bei 100 °F von ca. 16,3 bis 20,0 bar (1,63 bis 2,0 MPa). ASME-Druckstufen beziehen sich auf eine höhere Referenztemperatur als der PN-Standard. Daher kann eine Class-150-Rohrleitung bei Nenndruckbedingungen mit einem höheren Druck belastet werden.
Bei höheren Temperaturen ist der zulässige Druck geringer als der Nenndruck, bedingt durch die Abnahme der zulässigen Werkstoffkennwerte, z. B. der Streckgrenze. Der bei einer bestimmten Temperatur zulässige Betriebsdruck wird häufig in Prozent des Nenndruckes angegeben.
Relevante Normen:
- EN 1333: Definition und Auswahl von PN
- EN 1092-1 Stahlflansche mit PN-Bezeichnung
- EN 1759-1: Stahlflansche mit Class-Bezeichnung
- EN 1514-1 bis -8: Dichtungen für Flansche mit PN-Bezeichnung
- EN 12560-1 bis -7: Dichtungen für Flansche mit Class-Bezeichnung
- ASME B16.5 Rohrflansche.